# 10111 Fresnel
10111 Fresnel (1992 OO1) là một tiểu hành tinh vành đai chính được phát hiện ngày 25 tháng 7 năm 1992 bởi E. W. Elst ở Caussols. Nó được đặt theo tên Augustin-Jean Fresnel, a French physicist.